# 紅旗連鎖
成都紅旗連鎖股份有限公司，簡稱成都紅旗連鎖股份、成都紅旗連鎖，以及紅旗連鎖（英語：Chengdu Hongqi Chain Co.,Ltd.，深交所：002697），是中国四川省成都市的一家经营连锁经营、物流配送、电子商务等业务的企业。總部位於成都市高新西区迪康大道7号。

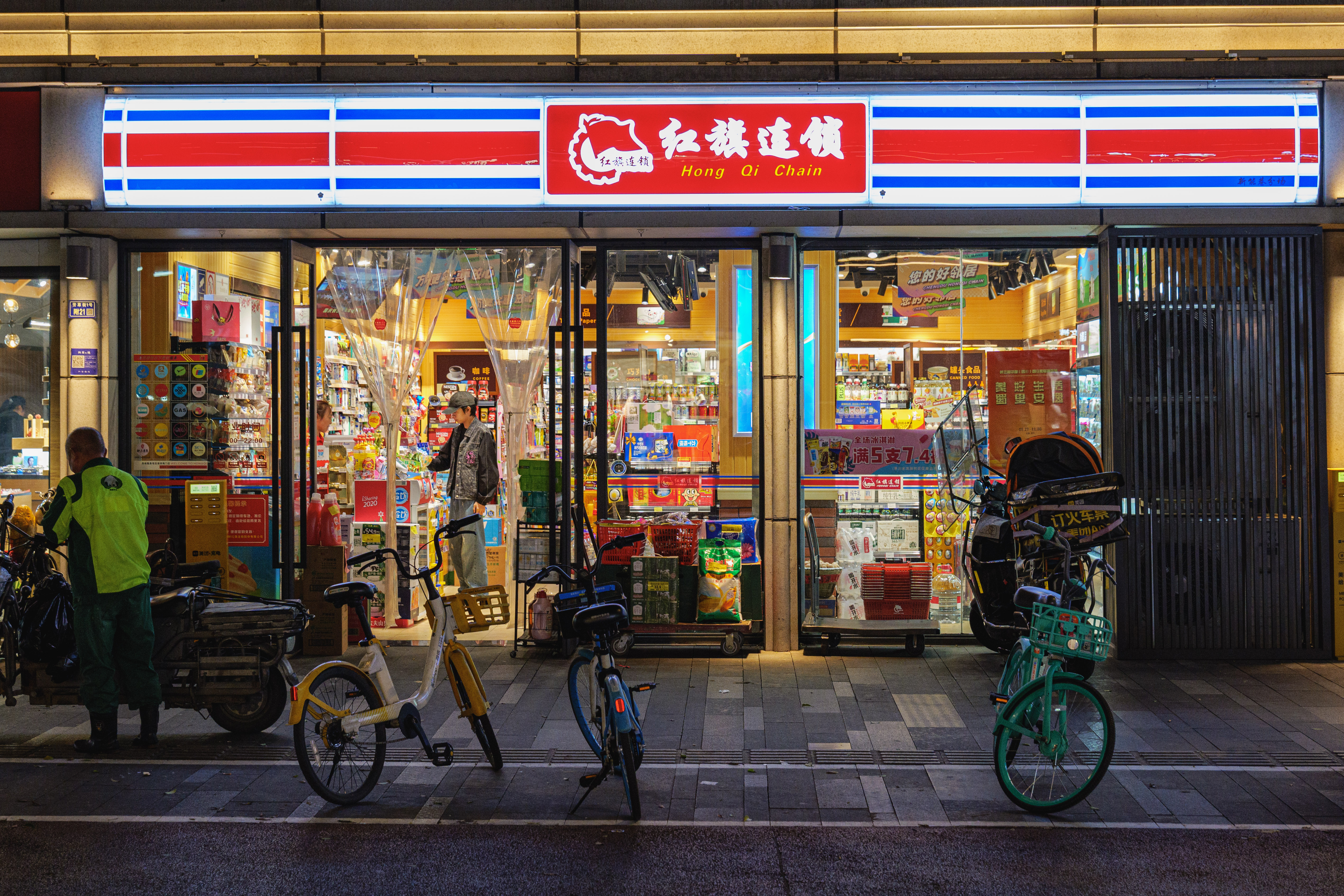
位于成都市芳草街的一家红旗连锁超市

## 历史
红旗连锁的前身是成立于1969年的四川国营企业成都市红旗商场，是四川地区最大的副食品零售企业、成都三大老牌商场之一。1990年代中期，红旗商场职工曹世如率领40多名下岗女工开设红旗超市，以社区连锁超市业态为主导，深入小区内部，至2000年已有连锁门店上百家。
2000年6月22日，红旗商场批发公司脱离红旗商场实施改制，創立「成都红旗连锁有限公司」，曹世如担任董事長，注册资本400万元。
2002年，“红旗”商标经国家工商总局商标局核准注册。并被评为成都市著名商标、四川省著名商标、中国驰名商标。
2003年12月，红旗连锁中南海超市在北京中南海内的紫光阁附近开业，是中南海内的第一家超市。店内主要商品为生活日用品，特殊之处在于店内还出售许多四川土特产。后来，红旗连锁中南海超市关闭，关闭时间不详，至少在2013年3月14日之前就已经关闭。
2005年3月，红旗连锁有限公司收购成都红旗商场（集团）有限公司。
2010年6月9日，公司整体变更为「成都红旗连锁股份有限公司。」
2012年9月5日，股份於深圳證券交易所中小板上市，招股價為18.76元人民幣，發行新股為5,000万股，集資額為9.38亿元人民幣，業務为在中国國內經營连锁经营、物流配送、电子商务等。
2015年7月6日，红旗连锁发布公告称，拟收购其竞争对手互惠超市100%股权，收购总价为4.23亿元。2016年3月8日，红旗连锁宣布已基本完成收购工作。
2018年1月2日永輝超市再斥資7.1億人民幣向紅旗連鎖實際控制人曹世如、股東曹曾俊所持有的紅旗連鎖股份共1.22億股(占其總股本9%)永辉超市通過两次受讓股權，将合计持有红旗连锁2.86億股，占其總股本比例為21%。
2020年7月23日红旗连锁和兰州国资利民资产管理集团有限公司合資成立甘肃省红旗连锁便利有限公司。新成立的公司计划在兰州各区县开设门店300家，力争在兰州市场形成规模化的连锁便利服务体系。首店已于9月9日正式开业。